# Тосія Морі
Тосія Морі (англ. Toshia Mori; 1 січня 1912, Кіото — 26 листопада 1995, Бронкс), уроджена Тосія Ітіока — американська акторка японського походження. У 1930-х роках зробила короткочасну кар'єру в Голлівуді.

## Життєпис

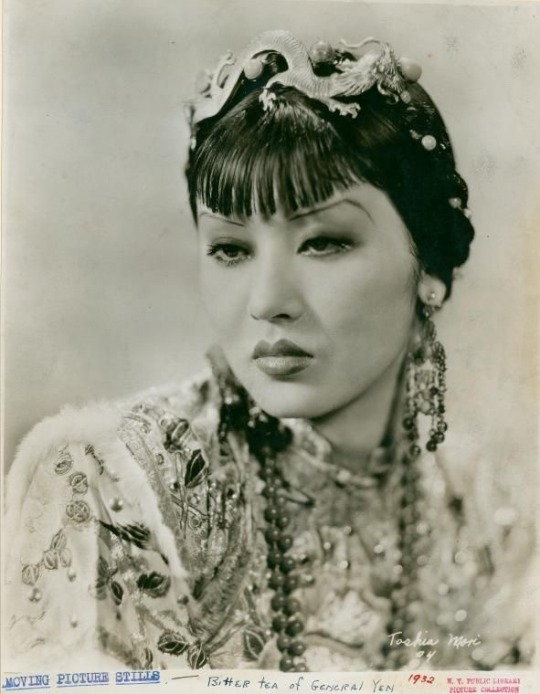
У фільмі «Гіркий чай генерала Йєна»

Тосія Морі народилася 1 січня 1912 року в японському місті Кіото. У віці десяти років разом з сестрами та батьком, спадковим лікарем, переїхала до Сполучених Штатів Америки.
Дебютувала в кіно у віці п'ятнадцяти років, знявшись в невеликій ролі у драмі 1927 «Містер Ву». 
Кілька років Тосія фільмувалася у епізодичних ролях, в 1932 році потрапила у список WAMPAS Baby Stars, куди щорічно обиралися молоді акторки які подають надії, і стала таким чином єдиною акторкою азійського походження, яка була удостоєна цього звання.
Далі кар'єра Тосіі пережила короткочасний розквіт. На актрису звернув увагу режисер Френк Капра, і, підписавши контракт з Columbia Pictures, Тосія зфільмувалася у його картині «Гіркий чай генерала Йєна». Її ім'я було зазначено в титрах третім за рахунком — після Барбари Стенвік та Нільса Астера. Але, незважаючи на іменитого режисера, цей фільм провалився в прокаті, і Тосія повернулася на епізодичні ролі. 
Її останнім фільмом стала картина 1937 року «Чарлі Чан на Бродвеї», після чого акторка пішла з кіно.
Тосія Морі померла в Бронксі 26 листопада 1995 року. Поховані на цвинтарі «Вудлон».

## Вибіркова фільмографія
- 1937 — Чарлі Чан на Бродвеї[en]
- 1933 — Гіркий чай генерала Йєна
- 1932 — Тигрова акула
- 1927 — Містер Ву[en]
- 1927 — Вулиці Шанхаю[en]